# Confédération des Verts Vanuatu
La Confédération des Verts Vanuatu (ou Confédération verte) est une confédération écologiste et régionaliste de mouvements politiques locaux et traditionnels rassemblés au Vanuatu. Elle est membre du mouvement des Verts mondiaux.

## Histoire
Le parti est fondé en juillet 2000 par trois députés de l'Union tan : Vincent Boulekone, Paul Telukluk et l'ancien Premier ministre Gérard Leymang. Il exprime alors comme ligne politique le développement durable, l'autonomie des provinces de Vanuatu, la libre entreprise, et des aides sociales notamment pour les personnes âgées et pour les mères issues de milieux défavorises,. 
Le parti a ensuite recruté Moana Carcasses pour s'occuper de rallier des soutiens financiers[réf. nécessaire]. Moana Carcasses a rallié les principaux donateurs à sa propre cause et est devenu ainsi le financier des Verts sans pour autant occuper le poste de Kasnavouri (titre officiel du trésorier confédéral). Le parti est reconnu par la Fédération des Verts Asie-Pacifique dans laquelle il n'est pas encore admis membre à part entière[réf. nécessaire]. 
Fondé par les mouvements coutumiers Namangi-Aute et John Frum, puis Tombouri d'Amos Andeng (à Ambrym), il put ainsi « présenter des candidats crédibles sur le plan local tout en maintenant un profil national ». Le candidat du mouvement John Frum continue de participer aux élections sous l'étiquette des Verts, mais Paul Telekluk a quitté les Verts pour redonner au  Namangi-Aute son autonomie à la suite de la décision unilatérale de Moana Carcasses de renommer chaque partie traditionnel en "vert" leur faisant perdre leur identité historique[réf. nécessaire]. Moana Carcasses le fit pour satisfaire les exigences du principal financier des Verts pour les élections de 2004[réf. nécessaire]. À la suite du décès de Gérard Leymang, le président de la Confédération des Verts est devenu Amos Andeng. À la suite des élections de 2004, et du différend Moana Carcasses, député de Port Vila et le Conseil Exécutif Confédéral, et à la suite de l'expulsion de Gilles Daniel, Silas Yatan, Secrétaire Général chargé de la Commission Exécutive, signa les pleins pouvoirs à Moana Carcasses pour une période de trois mois[réf. nécessaire]. Moana Carcasses dès lors, se fit désigner par le terme de "Président" et s'auto-intitula Président pour "faciliter la prise de décisions et les négociations avec les financiers"[réf. nécessaire]. 
Le parti fit son entrée formelle au Parlement en remportant trois sièges lors des élections de juillet 2004. Il en obtint deux aux élections de septembre 2008 : Moana Carcasses Kalosil, élu député de Port-Vila, et Toara Daniel Kalo. Il avait fait campagne sur le programme suivant : éducation gratuite et obligatoire, jusqu'au collège inclus ; gratuité des soins hospitaliers, et campagne de sensibilisation sur les thèmes de santé ; accroissement du budget et des prérogatives des autorités provinciales ; reconnaître et faire appliquer l'autorité constitutionnelle des chefs coutumiers dans toute décision ayant trait à la propriété des terres ; taxer les ventes spéculatives de terres achetées puis revendues sans avoir été développées ; distinguer clairement les forces de police des forces paramilitaires ; permettre aux chefs coutumiers d'assister la police dans le règlement des affaires criminelles et des conflits au foyer ; financer les prêts de la Banque nationale auprès des fermiers et des coopératives, avec un taux d'intérêt devant être limité à environ 5 % ; promouvoir les énergies renouvelables (éoliennes, hydroélectriques, solaires, mais aussi l'usage de l'huile de noix de coco) ; soumettre tout projet majeur à une vérification des normes enironnementales.
Malgré son nombre de sièges peu élevé, le parti a été intégré à plusieurs gouvernements, en raison de l'éclatement du Parlement en de multiples petits partis, que doivent courtiser les gouvernements. Moana Carcasses a ainsi été Ministre des Affaires étrangères de 2003 à 2004 (sous Edward Natapei), Ministre des Finances de 2004 à 2005 (sous Serge Vohor puis Ham Lini), puis Ministre de l'Intérieur et du Travail depuis décembre 2009 (sous Edward Natapei à nouveau),. En qualité de Ministre du Travail, il argua que la réponse au chômage devait être d'encourager les jeunes à entreprendre des travaux agricoles dans leur milieu rural d'origine, et de viser ainsi une autosuffisance alimentaire, plutôt que de venir à Port Vila à la recherche d'emplois souvent inexistants. 
En 2009, Les Verts soutiennent Vincent Boulekone à l'élection présidentielle. Il arrive second soutenu par l'opposition.[réf. nécessaire]
En 2010, Silas Yatan, en désaccord avec les solutions de Moana Carcasses pour le parti, démissionne.[réf. nécessaire] En 2012, avant les élections, Carcasses convoque une réunion extraordinaire des provinces qui conviennent de restaurer le Comité Exécutif Confédéral et la structure de décision collective. Il se fait désigner par le Comité Exécutif Confédéral (Praesidium dirigeant la confédération), président de la Commission Exécutive Confédérale chargé de la gestion quotidienne et Ian Wilson devient le nouveau Kasnavouri.[réf. nécessaire] Un début de retour aux anciennes structures est mis en place, et immédiatement après les élections, Silas Yatan crée l'Alliance des modérés de Tafea pour la province des Taféa et le fait intégrer immédiatement en échange de la promesse vaine de Moana de restaurer les structures d'origine.[réf. nécessaire]
Il permet ainsi de faire élire Sato Kilman, Premier Ministre puis rallie pour le 23 mars 2013, après la démission du premier ministre Sato Kilman qui ne dispose plus de la confiance du Parlement, le nombre de soutiens au  Parlement pour choisir Carcasses pour le remplacer (par 34 voix sur 52), portant ainsi pour la première fois un écologiste à la tête du gouvernement. C'est également la première fois qu'un naturalisé est élu Premier Ministre. 
Silas Yatan devient pour deux mois, Ministre de la Justice, puis il devient Secrétaire Parlementaire près le Premier Ministre, chargé des projets. À la justice, il est remplacé par le député Toara Daniel, des Verts, élu du mouvement des Verts des Iles Shepperds, Illimarak Tokemau. Toara Daniel détiendra par la suite le portefeuille du commerce.[réf. nécessaire]
Le leader de Santo, Arnold Prasad devient Vice-Président du Parlement.[réf. nécessaire]
Moana Carcasses est renversé en mai 2014 par une motion de censure. Il devient le chef de l'opposition.
En septembre 2021 Moana Carcasses démissionne de sa fonction de président du parti et se met en retrait de la vie politique ; Silas Yatan lui succède, avec Jean-Yves Chabod pour vice-président.

## Représentation au Parlement
| Élection | Sièges |
| -------- | ------ |
| 2004     | 3 / 52 |
| 2008     | 2 / 52 |
| 2012     | 3 / 52 |
| 2016     | 2 / 52 |
| 2020     | 1 / 52 |
| 2022     | 0 / 52 |
| 2025     | 1 / 52 |